# Wohyń (gemeente)
De gemeente Wohyń is een landgemeente in het Poolse woiwodschap Lublin, in powiat Radzyński.
De zetel van de gemeente is in Wohyń.
Op 30 juni 2004 telde de gemeente 7335 inwoners.

## Oppervlakte gegevens
In 2002 bedroeg de totale oppervlakte van gemeente Wohyń 178,17 km², waarvan:
- agrarisch gebied: 73%
- bossen: 19%

De gemeente beslaat 18,46% van de totale oppervlakte van de powiat.

## Demografie
Stand op 30 juni 2004:
| Omschrijving                   | Totaal | Totaal | Vrouwen | Vrouwen | Mannen | Mannen |
| ------------------------------ | ------ | ------ | ------- | ------- | ------ | ------ |
| eenheid                        | aantal | %      | aantal  | %       | aantal | %      |
| inwoners                       | 7335   | 100    | 3652    | 49,8    | 3683   | 50,2   |
| bevolkingsdichtheid (inw./km²) | 41,2   | 41,2   | 20,5    | 20,5    | 20,7   | 20,7   |

In 2002 bedroeg het gemiddelde inkomen per inwoner 1129,77 zł.

## Administratieve plaatsen (sołectwo)
Bezwola (sołectwa:Bezwola I en Bezwola II), Bojanówka, Branica Suchowolska, Branica Suchowolska-Parcela, Kuraszew-Suchowola, Lisiowólka, Ossowa, Ostrówki, Planta, Suchowola-Kolonia, Świerże, Wohyń (sołectwa: Wohyń I en Wohyń II), Wólka Zdunkówka, Zbulitów Mały.

## Aangrenzende gemeenten
Czemierniki, Drelów, Komarówka Podlaska, Milanów, Radzyń Podlaski, Siemień